# Fredrick Patacchia
Fredrick Patacchia es un surfista profesional nacido en Oahu, Hawái el 15 de diciembre de 1981. Es conocido, también, en el mundo del surf como Freddy P.

## Carrera profesional
Patacchia ya comenzó despuntando en los campeonatos NSSA, donde consiguió cinco veces este título. En 1997 entró en las WQS, donde logró dos victorias en el Sunset Xcel Pro Sunset, Oahu, en 2002 y 2004. En 2005 dio el salto al ASP World Tour, año en que fue nombrado Rookie Of The Year (novato del año). En el WCT ha logrado dos meritorios segundos puestos, en Teahupoo y en Pipeline.
Patacchia es uno de los surfistas más jóvenes y prometedores del WCT y lleva acumulados 278.225$ por sus resultados.

## Victorias
Victorias fuera del Foster's ASP World Tour:
- 2004

- Sunset Xcel Pro Sunset, Oahu, Hawái - Estados Unidos (ASP WQS)
- 2002

- Sunset Xcel Pro Sunset, Oahu, Hawái - Estados Unidos (ASP WQS)